# 中華人民共和国老年人権益保障法
中華人民共和国老年人権益保障法（ちゅうかじんみんきょうわこくろうねんじんけんえきほしょうほう、中国語: 中华人民共和国老年人权益保障法）は、1996年に制定された高齢者に関する中華人民共和国の法律。日本語では「高齢者権益保障法」と翻訳される。
中国における高齢者事業を法制化した初めての法律である。高齢者福祉に対する国家の責務を規定し、高齢者の扶養義務を有する人を広めに設定していることを特徴とする。特に「親元への頻繁な帰省の強制」を規定した第18条は中国国内で大きな波紋を呼んだ。

## 構成

### 旧法
1996年制定当時の法（以下「旧法」とする）は6章50条で構成され、どちらかといえば宣言的な内容の法律であった。旧法の構成は次の通り。
- 第1章 総則（第1 - 9条）
- 第2章 家族扶養（第10 - 19条）
- 第3章 社会保障（第20 - 39条）
- 第4章 社会発展への参与（第40 - 42条）
- 第5章 法律責任（第43 - 48条）
- 第6章 附則（第49 - 50条）

総則の次に「家族扶養」がきているところからも分かるように、国家の社会福祉に対する義務よりも家族の扶養義務を強く打ち出した法律であると言える。第2章で規定された高齢者の扶養義務者は、扶養義務者の配偶者までとされる。

### 改正法
2013年施行の改正法（以下「改正法」とする）は9章85条に大幅拡充されているが、法律としての構成は旧法を踏襲している。すなわち、次のような構成である。
- 第1章 総則（第1 - 12条）
- 第2章 家族膽養と扶養（第13 - 27条）
- 第3章 社会保障（第28 - 36条）
- 第4章 社会サービス（第37 - 51条）
- 第5章 社会優待（第52- 59条）
- 第6章 居住環境（第60- 64条）
- 第7章 社会発展への参与（第65 - 71条）
- 第8章 法律責任（第72 - 82条）
- 第9章 附則（第83 - 85条）

大きな変更点は、旧法第3章で規定していた社会保障を、改正法では第3章から第6章までに分割し、旧法の規定を独立した章立てとし、明確化したところである。特に旧法では高齢者の居住環境について簡単に触れる程度であったが、改正法ではバリアフリー住宅の建設など具体策が盛り込まれた。また、第2章にある「膽養」（せんよう）の語は、「子供が親を物質的に生活の世話をすること」という意味であり、高齢夫婦間ないしは高齢兄弟姉妹間よりも子供による世話を強調する形となった。
第1条では「高齢者の合法的権益を保障し、老齢事業を発展させ、中華民族の敬老・養老・助老の美徳を発揚し、憲法に基づき本法を制定する」と法律の目的を示す。「助老」は改正法で新たに付加された文言であり、「老人を助ける」という考えが追加される形となった。
第9条では、旧暦9月9日を「高齢者の日」（中国語: 老年节）と制定し、新たな祝日とした。
第18条では、家族が高齢者を冷遇・無視することを禁止するとともに、別居している場合は頻繁に顔を合わせるように求めている。これを達成するため、雇用主には雇用者の見舞休暇の取得を保障する義務を課している。ただし罰則は特に定められていない。見舞休暇の制度自体は1981年から存在したが一般に知られておらず、知っていても取得すれば職位を失うことを危惧する労働者も多いことから、あまり普及しないのではないかという意見がある。この条項は中国国内のマスメディアやインターネット上で広く論争の対象となり、条文中の「常に帰省して世話をせよ」の「常に」が指す頻度が一体どれくらいなのか、といった議論が展開された。
第46条では、介護体制の強化を謳い、介護人材の育成、介護職の給与向上、専門職・兼業職・ボランティアから成る介護サービスの構築を定めている。中国では介護施設・介護関係の人材ともに圧倒的に不足しており、現状の打破が望まれている。
第52条では、県以上の人民政府に地元戸籍を有しない常住高齢者に対しても、戸籍保持者と同等の待遇を与えることを規定し、都市部を中心に戸籍保持者と同等水準の介護サービスなどを享受できるようになった。ただし財源の問題で、同じ権利を行使できるわけではなく、広州市のように地元戸籍を有しない高齢者は何もサービスが受けられない都市も存在する。

## 経緯
中国では一人っ子政策により原則1組の夫婦は1人の子供しか授かることができないが、この政策に反して2人以上子供をもうけた高齢夫婦の方が忠実に守った高齢夫婦よりも裕福な暮らしを享受できるという社会矛盾を抱えており、その解決が必要であった。また同政策により、ただ1人の子供が都市へ働きに出てしまい、高齢者のみ自宅に取り残される「空巣老人」の問題も浮上してきた。こうした背景から1996年8月29日の第8期全国人民代表大会常務委員会第21回会議で採択され、同年10月1日より施行された。当初から高齢者の扶養義務を負う者を広く設定し、「親孝行を法で強制できるのか」という法哲学的な議論を巻き起こした。このような法が制定された背景に、変化の激しい社会情勢と「高齢者扶養は家族の責任」という伝統的な考え方の維持が挙げられる。
2009年、「治安管理処罰条例」が法律に格上げされたことを受け、老年人権益保障法内で同条例を引用している部分が改正された。
急増する空巣老人に対応するため、2011年より改正作業が本格的に始まり、地域社会で空巣老人を支えることを新しい章を設けて規定し、買い物・掃除等の生活支援に加え、高齢者と別居する家族に対し、訪問や連絡を頻繁に行うことを義務付ける規定も盛り込まれることになった。なお2006年4月の「国連人口基金第六期中国援助老齢プログラム（2006－2010）」で老年人権益保障法の改正に言及する箇所があり、「『改正草案』に関する説明」では2007年に改正作業に着手したとある。そして2012年12月28日に改正法が公布され、2013年7月1日に施行された。
改正法は空巣老人対策の基本法と言える内容で、以前から存在した「見舞休暇」の権利保障、介護サービスの整備、戸籍の違いによらない介護サービスの提供を柱としている。大幅な法律内容の拡充に伴い、9章85条に増加した。改正法は高齢者福祉に対する国家の責務を強く打ち出した一方、子女の扶養義務をさらに強化したものとなった。改正法に対する中国国民の反応は賛否両論である。賛成派の意見は「親不孝者が多いので法律に頼るべし」、反対派の意見は「道徳問題を法律で規定すべきでない」というものである。以下のような裁判例はあるものの、多くの識者は、「改正法でも実際に法を運用するには障壁が高く、あくまでも家族・親子関係の倫理規範を定めたにすぎない」という共通見解を持っている。

## 裁判例
旧法の時代から、扶養義務を履行しない子供に対して訴訟を起こすことができると定められ、社区センターが提供する教育プログラムでは高齢者向けに訴訟の権利について重点的に扱ってきたこともあり、たびたびこの法律を根拠とした訴訟が起こされている。いわば子供を相手取った「生存権闘争」である。訴訟に至らずとも公式・非公式の調停が盛んに行われている。
- 2003年、妻に先立たれた男性が再婚したことを契機に息子が扶養費の支払いを停止したため男性は提訴、人民法院は男性の主張を認め、息子に扶養費の支払いを命じた[21]。
- 2004年、家族会議で息子が母を、娘が父を扶養することを決めるも、母は亡くなり、娘は経済的に困窮する事態となったため、父は息子に頼ろうとしたが拒否されたため提訴、人民法院は父の主張を認め、息子に月100元の支払いを命じた[21]。
- 2006年、母の面倒を見切れなくなった息子が手切れ金を払って親子関係を解消したが、その後母は治療費が高額となったため、親子の縁切りを破棄し扶養するよう訴え、人民法院は母の主張を認め、息子に扶養義務を課した[21]。
- 2013年7月、遠隔地で暮らす娘夫婦に対し、77歳の母が家賃・医療費の支払いと定期的な実家への訪問を求めて提訴、人民法院は母の訴えを全面的に認め、娘に対し隔月の実家訪問を命じた[4][19]。第18条に規定された「常に」の頻度が初めて判例として示される案件となった[19]。